# Schiecentrale

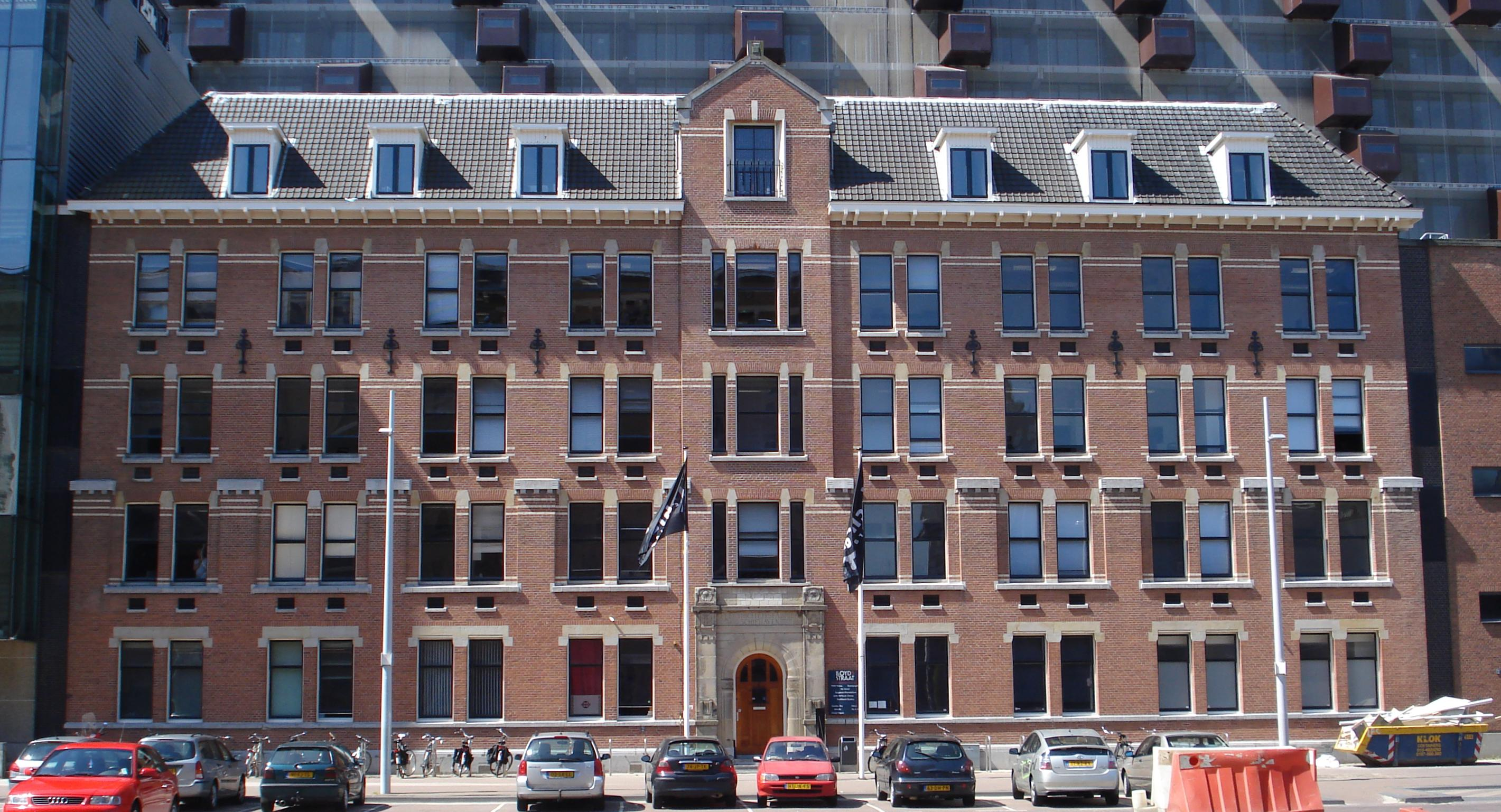
Schiecentrale Rotterdam

De Schiecentrale in het Lloydkwartier in Rotterdam is een voormalige elektriciteitscentrale die is getransformeerd tot huisvesting voor film- en televisieproducenten, ICT'ers en kunstenaars. Begin 2008 werken er ruim 80 bedrijven naast en met elkaar.
De voormalige centrale is in 1904 als Electriciteitsfabriek gebouwd onder regie van Gemeentewerken Rotterdam. Het pand is een rijksmonument en is in de jaren 90 gerenoveerd en omgebouwd tot filmstudiocomplex. Er zijn nu diverse filmproductiebedrijven gevestigd, en zijn er 2 grote filmstudio's aanwezig. De laatste 8 seizoenen van de VARA serie Oppassen!!! zijn hier opgenomen, evenals series als Luifel & Luifel, Bergen Binnen, Raymann is Laat, Idols, en films als Soul Assassin, Storm in mijn hoofd, No Trains No Planes, Claim, Suske en Wiske, Kort Rotterdams, De Ronde van Rotterdam, Buren, en Whale Songs.
Anno 2008 is het complex aangevuld met een aantal nieuwbouwprojecten. Zo is RTV Rijnmond sinds 2007 ook gevestigd op de campus in een nieuw gebouw (Kraton 230), is het hotel-restaurant-café STROOM gevestigd op de voorste hoek, en is achter de studio's een 54 meter hoge en 150 meter brede toren gebouwd met kantoorruimte voor meer AV-bedrijven en woonwerkeenheden. De architect van deze transformatie, herbestemming en uitbreiding van de Schiecentrale is Robert Winkel, Mei architecten en stedenbouwers.
Op de Schiecentrale Media Campus zijn productiebedrijven en omroepen gevestigd als LLiNK, RTV Rijnmond, FunX, Neon Media, Blue Horse Productions, Active Studios, RockTown Studios, Scarabee Films, Videoworks en anderen.